# Doba (okręg Sălaj)
Doba (węg. Nagydoba) – wieś w Rumunii, w okręgu Sălaj, w gminie Dobrin. W 2011 roku liczyła 609 mieszkańców.